# Nana (film, 2011)
Pour les articles homonymes, voir Nana.
Pour plus de détails, voir Fiche technique et Distribution.
Nana est un film français réalisé par Valérie Massadian et sorti en 2011.

## Fiche technique
- Titre : Nana
- Réalisation : Valérie Massadian
- Photographie : Léo Hinstin et Valérie Massadian
- Son : Olivier Dandré
- Montage :  Dominique Auvray et Valérie Massadian
- Société de production : Gaïjing
- Société de distribution : Épicentre Films
- Pays de production :  France
- Durée : 68 minutes
- Dates de sortie :
  - Suisse : août 2011[1]
  - France : 11 avril 2012[2]

## Distribution
- Kelyna Lecomte
- Alain Sabras
- Marie Delmas
- Yves Monguillon
- Étienne et Max Penot

## Distinctions

### Récompenses
- Léopard du meilleur premier film au Festival international du film de Locarno 2011[3]
- Grand prix du festival de Valdivia 2011[4]

### Sélections
- Festival international du film francophone de Namur 2011
- Viennale 2011
- Festival du film de Belfort - Entrevues 2011[5]